# (8540) Ardeberg
(8540) Ardeberg est un astéroïde de la ceinture principale.

## Description
(8540) Ardeberg est un astéroïde de la ceinture principale. Il fut découvert le 17 mars 1993 à La Silla par le programme UESAC. Il présente une orbite caractérisée par un demi-grand axe de 3,12 UA, une excentricité de 0,21 et une inclinaison de 4,7° par rapport à l'écliptique.

## Compléments